# Sparone
Pour les articles homonymes, voir Esparon.
Sparone (en français Esparon), est une commune italienne de la ville métropolitaine de Turin dans la région Piémont en Italie.

## Géographie
Sparone est une commune italienne située à 50 km environ au nord de la ville de Turin.

## Économie
Sparone abrite l'industrie Metalmeccanica Sparone.

## Culture
- Église fortifiée de Santa Croce
- Ruines de la Rocca del Re Arduino d'Ivrea

## Administration
| Période                                  | Période  | Identité        | Étiquette | Qualité |
| ---------------------------------------- | -------- | --------------- | --------- | ------- |
| 14 juin 2004                             | En cours | Valentino Nugai | civica    |         |
| Les données manquantes sont à compléter. |          |                 |           |         |

### Communes limitrophes
Ronco Canavese, Locana, Ingria, Ribordone, Pont-Canavese, Alpette, Canischio, Pratiglione, Corio, Forno Canavese